# Isidro Nozal
Isidro Nozal Vega (Baracaldo, País Basco, 18 de outubro de 1977) é um ex ciclista profissional espanhol que participa de competições de ciclismo de estrada. Teve um papel importante atuando como gregário de Roberto Heras durante a Volta da Espanha de 2004.
A 18 de Setembro de 2009, foi revelado o resultado da analise que acusou positivo de CERA para este ciclista, Nuno Ribeiro e Héctor Guerra, levando ao fim da Liberty Seguros